# Malyy Shuryuk
Malyy Shuryuk är en ort i Azerbajdzjan.   Den ligger i distriktet Lənkəran Rayonu, i den sydöstra delen av landet, 210 km söder om huvudstaden Baku. Antalet invånare är 1 476.
Terrängen runt Malyy Shuryuk är platt åt nordost, men åt sydväst är den kuperad. Terrängen runt Malyy Shuryuk sluttar österut. Runt Malyy Shuryuk är det ganska tätbefolkat, med 120 invånare per kvadratkilometer.. Närmaste större samhälle är Lankaran, 5,5 km nordost om Malyy Shuryuk.
Trakten runt Malyy Shuryuk består till största delen av jordbruksmark.